# Füredi Móric
Füredi Móric
(Fürst Móric) (Bazin, 1782 – ?) éremvésnök.
A 19. század harmincas éveiben Bécsben, azután Milánóban tanult. 1838-ban az Amerikai Egyesült Államokba ment és Philadelphiában telepedett le. Jelentékenyebb érméi az Egyesült Államok elnökeinek arcképeit ábrázolóak James Monroetól kezdve Martin Van Burenig, továbbá az 1812-1815. évi brit-amerikai háborúra vonatkozó érmesorozata.